# Trachidermus fasciatus
Trachidermus fasciatus är en fiskart som beskrevs av Heckel, 1837. Trachidermus fasciatus ingår i släktet Trachidermus och familjen simpor. Inga underarter finns listade i Catalogue of Life.